# Isola di Rattanakosin
L'isola di Rattanakosin (in lingua thai: เกาะรัตนโกสินทร์, trascrizione IPA: /kɔʔ rattaˈnakoˈsin/) è il centro storico di Bangkok, la capitale della Thailandia, ed è il nucleo attorno a cui è stata costruita l'odierna metropoli. La sua superficie è di circa 3,88 km² e copre la maggior parte del distretto Phra Nakhon; è circondata ad ovest e a sud da un'ansa del fiume Chao Phraya, mentre a nord e ad est vi sono due canali artificiali collegati tra loro che in origine furono scavati come fossato a difesa della città.
Fu creata alla fine del XVIII secolo da re Rama I, fondatore della dinastia Chakri il cui decimo sovrano Rama X tuttora regna nel Paese. Rama I fondò il nuovo Stato e sull'isola costruì la capitale, a cui diede sia il nome Rattanakosin sia un lungo nome cerimoniale la cui abbreviazione, Krung Thep Maha Nakhon, è tuttora il nome ufficiale della città. In occidente è invece ancora conosciuta come Bangkok, che deriva dal nome del villaggio preesistente. Al pari dei precedenti regni siamesi di Sukhothai, Ayutthaya e Thonburi, lo Stato prese il nome della capitale e fu chiamato Regno di Rattanakosin fino alla rivoluzione siamese del 1932, quando il re Rama VII fu costretto a concedere la costituzione e lo Stato mantenne l'antico nome alternativo con cui era conosciuto: Regno del Siam.

## Etimologia
Il termine Rattanakosin significa "isola del gioiello di Indra", la divinità-guerriera di origine induista adottata anche dal Buddismo, particolarmente venerata in Thailandia. Oltre ad essere il nome originale di Bangkok e del Regno di Thailandia, viene convenzionalmente chiamato Periodo di Rattanakosin il lasso di tempo che va dal 1782, anno di fondazione della città, al 1932, quando il re Rama VII concesse la costituzione, ponendo fine a secoli di monarchia assoluta.

## Storia
Dopo la caduta del Regno di Ayutthaya per mano dei birmani, nel 1767 re Taksin riunificò il Paese che si era frammentato e fondò il Regno di Thonburi, la cui capitale Thonburi è oggi la parte di Bangkok situata sulla riva occidentale del fiume Chao Phraya. La posizione strategica della nuova capitale, più vicina al mare rispetto ad Ayutthaya, garantiva rifornimenti e via di fuga in caso di assedio. Per rafforzare le difese della zona, Taksin fece scavare sulla riva opposta il canale (khlong) Lawd (trascritto anche Lord) che formò un'isola attorno al vecchio villaggio portuale dove in seguito sarebbe stata costruita Rattanakosin.
Il re Rama I pose fine al regno di Taksin e spostò la capitale sulla sponda opposta del fiume, fondando Rattanakosin (Bangkok) nel 1782. I birmani erano la maggiore minaccia del regno e provenivano da ovest; spostando la capitale nel nuovo sito, il fiume avrebbe reso più difficoltoso un attacco nemico. Fu fatto costruire il nuovo canale a circa 700 metri dal Klong Lawd per ingrandire l'area e per creare un ulteriore ostacolo ad eventuali invasori. Lungo tale canale, il re fece costruire 14 fortezze di cui oggi sono rimaste solo la Pom Phrasumen, all'imbocco settentrionale del canale, e la Pom Mahakan, situata nei pressi dell'odierno Tempio della montagna dorata. Lo scavo fu eseguito da 10.000 prigionieri di guerra khmer, mentre le pareti in pietra del fossato e le fortezze furono erette da 5.000 prigionieri di guerra del Regno di Vientiane, che utilizzarono i mattoni provenienti dalle rovine di Ayutthaya. Gli abitanti del vecchio villaggio portuale erano in prevalenza immigranti cinesi, che furono fatti spostare qualche chilometro più a sud nei pressi di Wat Sam Pluem e Wat Sampheng. Tale zona sarebbe diventata in seguito la vasta chinatown di Bangkok, sviluppatasi attorno alla Thanon Yaowarat.
Il nuovo canale fu chiamato Khlong Rop Krung (canale che circonda la città) ed in seguito i due segmenti che lo compongono avrebbero preso i nomi attuali di Khlong Bang Lamphu e Khlong Ong Ang. La più piccola isola delimitata dal canale più vecchio è conosciuta come la Rattanakosin interna, dove furono costruiti molti dei più importanti edifici storici di Bangkok, la parte al di là del Khlong Lawd è invece la Rattanakosin esterna. I due canali furono collegati tra loro con due canali minori. La parte settentrionale del Khlong Lord è stata in seguito interrata per far posto al ponte Pin Klao, che collega le due sponde del Chao Phraya.

## Attrazioni turistiche
All'interno dell'isola fu lasciato un vasto spazio, l'odierna piazza reale Sanam Luang, destinato in origine esclusivamente alle cremazioni dei principali membri della famiglia reale. La piazza è oggi uno dei pochi parchi cittadini e un punto in cui converge buona parte del traffico automobilistico cittadino. Attorno a tale spiazzo furono costruiti molti dei più famosi templi, edifici storici ed attrazioni turistiche della capitale, tra cui:
- Il grande palazzo reale, sede ufficiale dei re di Thailandia, utilizzata oggi principalmente per cerimonie di Stato. L'attuale re Vajiralongkorn ha mantenuto la propria residenza alla Villa Amphorn Sathan,[5] mentre il suo predecessore Bhumibol Adulyadej scelse di risiedere nel Palazzo Chitralada, edifici entrambi situati nel vicino distretto di Dusit;
- Il Wat Phra Kaew, elegante complesso templare annesso al palazzo reale al cui interno è custodito il Buddha di Smeraldo, considerato il palladio della monarchia thailandese;
- Il Lak Mueang, santuario che ospita la divinità protettrice della città;
- Il Palazzo Davanti, un insieme di edifici che formavano la residenza dell'erede al trono. Il complesso fu smantellato durante il regno di Rama V, quando l'istituzione del Palazzo Davanti fu soppressa, ed ospita oggi diverse istituzioni tra cui il Museo nazionale e l'Università Thammasat;
- Il Wat Pho, complesso templare dove ha sede la maggiore scuola di massaggio thai e di medicina tradizionale del Paese[6]
- Khaosan Road, strada diventata famosa nella seconda metà del XX secolo per le guest house che danno ospitalità ai backpacker. Nel corso degli anni vi sono stati costruiti svariati locali di ristorazione e intrattenimento frequentati oggi anche dai giovani thailandesi.